# Scirpus paniculatocorymbosus
Scirpus paniculatocorymbosus är en halvgräsart som beskrevs av Georg Kükenthal. Scirpus paniculatocorymbosus ingår i släktet skogssävssläktet, och familjen halvgräs. Inga underarter finns listade i Catalogue of Life.